# 巴尔扎纳
巴尔扎纳（義大利語：Barzana），是意大利贝加莫省的一个市镇。总面积2平方公里，人口1726人，人口密度863.0人/平方公里（2009年）。国家统计（ISTAT）代码为016021。